# Glossotrophia jacta
Glossotrophia jacta är en fjärilsart som beskrevs av Swinhoe 1884. Glossotrophia jacta ingår i släktet Glossotrophia och familjen mätare. Inga underarter finns listade i Catalogue of Life.